# Municipio de Hammer (Minnesota)
El municipio de Hammer (en inglés: Hammer Township) es un municipio ubicado en el condado de Yellow Medicine en el estado estadounidense de Minnesota. En el año 2010 tenía una población de 196 habitantes y una densidad poblacional de 2,12 personas por km².

## Geografía
El municipio de Hammer se encuentra ubicado en las coordenadas 44°45′45″N 96°16′39″O / 44.76250, -96.27750. Según la Oficina del Censo de los Estados Unidos, el municipio tiene una superficie total de 92.41 km², de la cual 92,41 km² corresponden a tierra firme y (0 %) 0 km² es agua.

## Demografía
Según el censo de 2010, había 196 personas residiendo en el municipio de Hammer. La densidad de población era de 2,12 hab./km². De los 196 habitantes, el municipio de Hammer estaba compuesto por el 99,49 % blancos, el 0,51 % eran asiáticos. Del total de la población el 0 % eran hispanos o latinos de cualquier raza.